# 季裂
季裂（Season cracking）是應力腐蝕破裂表現在黃銅彈殼上的一種形式，最早由駐印英軍所記載。在西南季風吹拂下，印度為濕熱的雨季，英軍在這段時間會減少軍事活動，並將彈藥儲藏在馬廄，直待冬天乾季的來臨。他們很快就發現，黃銅製的子彈逐漸出現裂痕，彈殼的部份又格外嚴重。1921年摩爾（Moore, H.）、貝琴薩（Beckinsale, S）、馬林森（Mallinson, C.E.）三人才發文解釋此現象。該現象肇因於馬尿中的氨與黃銅經深抽加工後殘餘應力未消除，兩者交互作用的結果。

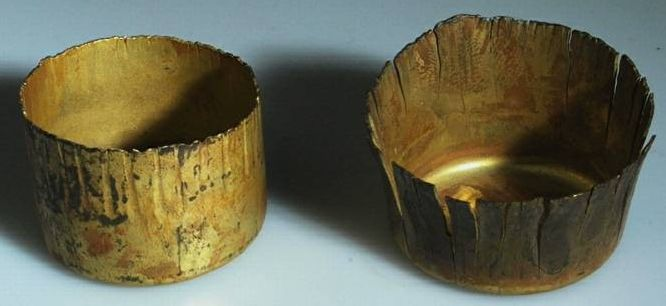
氨腐蝕導致黃銅彈殼出現裂痕

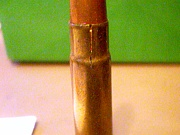
一顆具有季裂情況的.35 雷明登子彈

季裂裂痕的特徵是黃銅受氨影響的部件會出現較深的脆性裂痕。若裂痕成長至臨界尺寸，則該部件會嘎然斷裂，有時會造成災難性的後果。然而，假如氨的濃度非常高，則腐蝕情況也會非常嚴重，也可能出現整個物體表面都被腐蝕的情況。要解決季裂問題可以從黃銅的熱處理下手，對抽製後的彈殼進行應力消除退火。另一種做法是減少腐蝕源，如不要將彈藥跟馬排泄物一起儲放，或者是減少彈藥附近會因腐爛而產生氨氣的有機物。

## 氨腐蝕
氨和銅間的腐蝕反應會產生溶於水的銅氨離子[Cu(NH3)4]2+，該錯離子會沖刷銅製品助長裂縫成長。故含銅物皆在含氨環境下皆難免季裂。

## 材料
雖然季裂現象最早在黃銅被發現，但其他銅合金也有這種現象。管材用銅、青銅及其他銅含量較高的合金都有此現象。